# Hopman Cup 2019

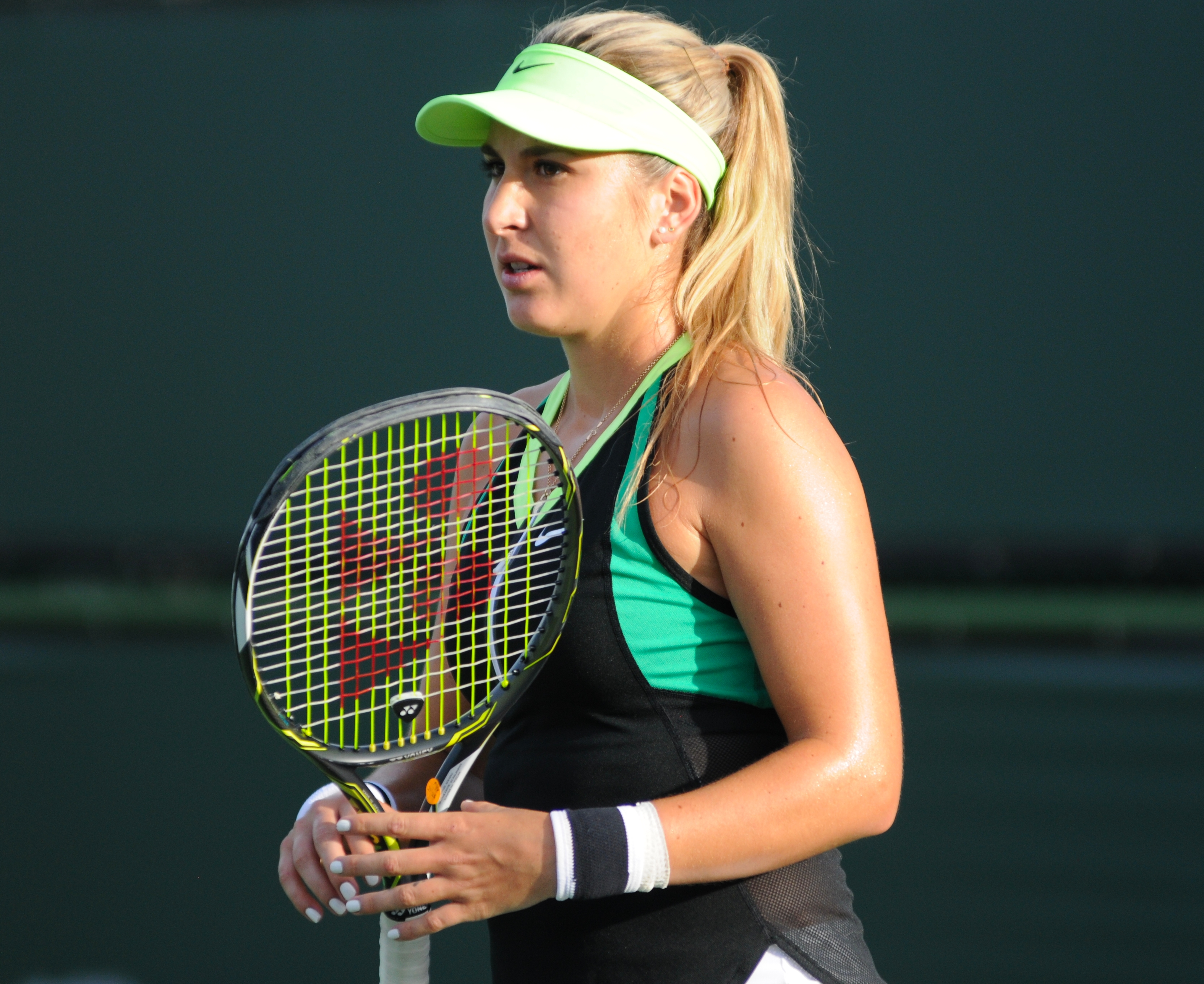
Winnares voor Zwitserland: Belinda Bencic

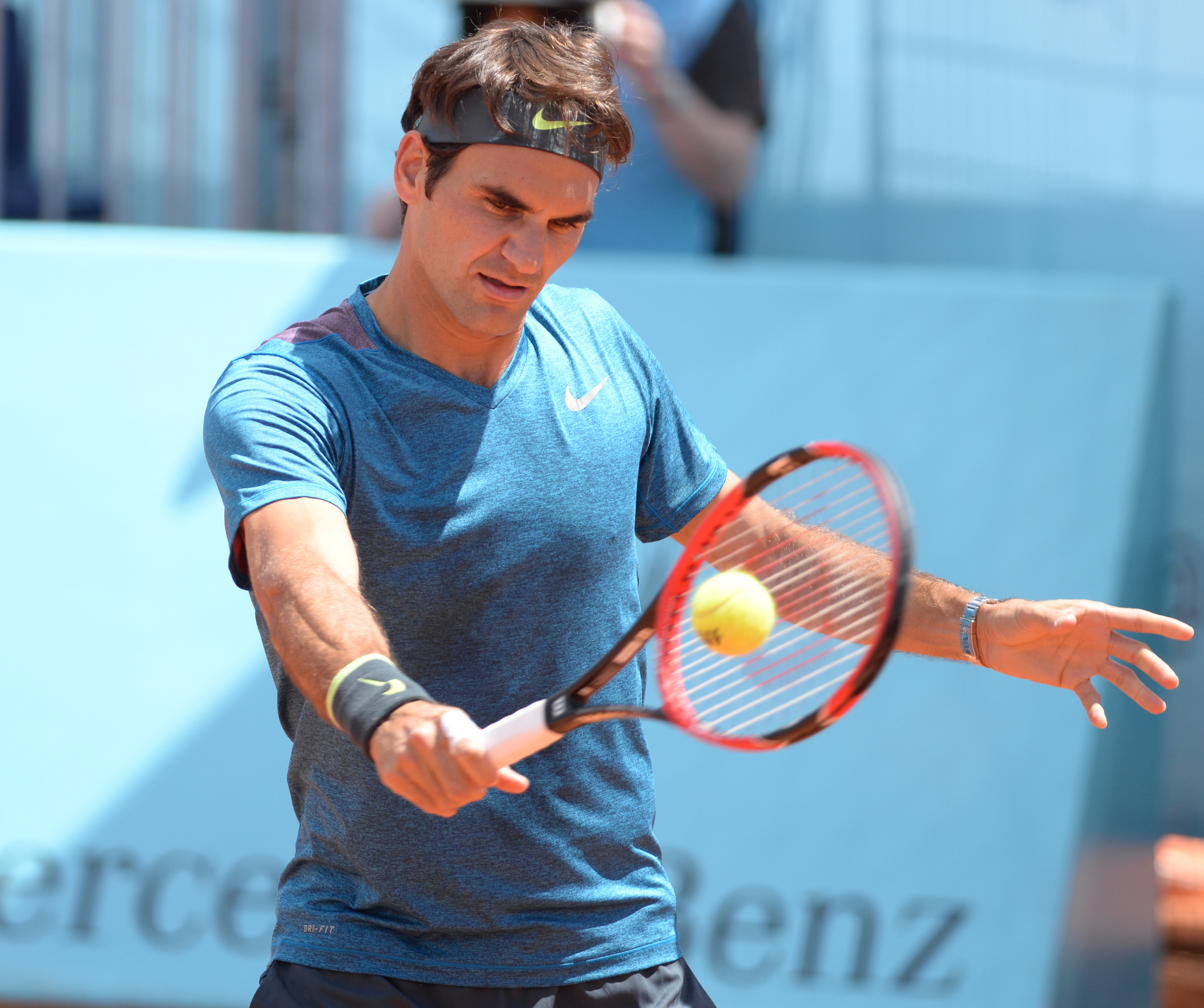
Winnaar voor Zwitserland: Roger Federer

De Hopman Cup 2019 (met de officiële naam Mastercard Hopman Cup) werd gehouden van zaterdag 29 december 2018 tot en met zaterdag 5 januari 2019 op de hardcourtbinnenbanen van de Perth Arena in de Australische stad Perth. Het was de 31e, en laatste, editie gehouden in Australië. Vanaf 2023 wordt de Hopman Cup georganiseerd in het Franse Nice.
Opvallend was dat titelverdediger Zwitserland erin slaagde zijn titel te verlengen met dezelfde spelers als vorig jaar (Belinda Bencic en Roger Federer) tegen dezelfde verliezend finalist van vorig jaar (Duitsland), dat eveneens met dezelfde spelers als vorig jaar aantrad (Angelique Kerber en Alexander Zverev).
De Hopman Cup van 2019 trok een recordaantal van 110.364 toeschouwers.

## Deelnemers naar ranglijstpositie
| nr. | land                | groep | team                                | WTA+ATP- rang1 | resultaat  |
| --- | ------------------- | ----- | ----------------------------------- | -------------- | ---------- |
| 1.  | Duitsland           | A     | Angelique Kerber / Alexander Zverev | 2+4=6          | finale     |
| 2.  | Zwitserland         | B     | Belinda Bencic / Roger Federer      | 44+3=47        | winnaars   |
| 3.  | Verenigde Staten    | B     | Serena Williams / Frances Tiafoe    | 16+39=55       | groepsfase |
| 4.  | Griekenland         | B     | Maria Sakkari / Stéfanos Tsitsipás  | 41+15=56       | groepsfase |
| 5.  | Australië           | A     | Ashleigh Barty / Matthew Ebden      | 15+46=61       | groepsfase |
| 6.  | Frankrijk           | A     | Alizé Cornet / Lucas Pouille        | 47+32=79       | groepsfase |
| 7.  | Spanje              | A     | Garbiñe Muguruza2 / David Ferrer    | 18+126=144     | groepsfase |
| 8.  | Verenigd Koninkrijk | B     | Katie Boulter / Cameron Norrie      | 99+91=190      | groepsfase |

1 Ranglijstpositie per 1 oktober 2018.
2 Op de zevende toernooidag (4 januari) werd Muguruza, wegens een blessure, voor hun laatste rubber (het gemengd dubbelspel) vervangen door Whitney Osuigwe (WTA-201).

## Spelregels
In dit toernooi bestaat een landenontmoeting uit drie partijen (rubbers): in het vrouwenenkelspel, mannenenkelspel en gemengd dubbelspel. De enkelspelpartijen worden gespeeld om twee-uit-drie sets. Het gemengd dubbelspel werd gespeeld volgens het Fast four-formaat:
- doorspelen bij een let,
  - deze regel werd na drie speeldagen geschrapt, wegens protesten van de spelers
- geen voordeel bij 40-40,
- een set gaat tot 4 games,
- tiebreak bij 3-3 (tot 5 punten).

## Groepsfase

### Groep A

#### Klassement
| pos. | land          | w | v | rubbers | sets  |
| ---- | ------------- | - | - | ------- | ----- |
| 1.   | Duitsland (1) | 3 | 0 | 7–2     | 14–8  |
| 2.   | Australië (5) | 2 | 1 | 5–4     | 10–10 |
| 3.   | Spanje (7)    | 1 | 2 | 3–6     | 9–13  |
| 4.   | Frankrijk (6) | 0 | 3 | 3–6     | 10–12 |

#### Australië – Frankrijk
| Vlag van Australië | Australië 2 | Perth, Australië zaterdag 29 december 2018, 17:30 hardcourt (i) | Perth, Australië zaterdag 29 december 2018, 17:30 hardcourt (i) | Perth, Australië zaterdag 29 december 2018, 17:30 hardcourt (i) | Frankrijk 1 | Vlag van Frankrijk |

|   |                                                             |                                                             | 1   | 2    | 3   |  |
| - | ----------------------------------------------------------- | ----------------------------------------------------------- | --- | ---- | --- |  |
| 1 | Ashleigh Barty Alizé Cornet                                 | Ashleigh Barty Alizé Cornet                                 | 7 5 | 6 3  |     |  |
| 2 | Matthew Ebden Lucas Pouille                                 | Matthew Ebden Lucas Pouille                                 | 3 6 | 7 65 | 6 2 |  |
| 3 | Ashleigh Barty / Matthew Ebden Alizé Cornet / Lucas Pouille | Ashleigh Barty / Matthew Ebden Alizé Cornet / Lucas Pouille | 34  | 2 4  |     |  |

#### Duitsland – Spanje
| Vlag van Duitsland | Duitsland 3 | Perth, Australië zondag 30 december 2018, 10:00 hardcourt (i) | Perth, Australië zondag 30 december 2018, 10:00 hardcourt (i) | Perth, Australië zondag 30 december 2018, 10:00 hardcourt (i) | Spanje 0 | Vlag van Spanje |

|   |                                                                     |                                                                     | 1   | 2   | 3    |  |
| - | ------------------------------------------------------------------- | ------------------------------------------------------------------- | --- | --- | ---- |  |
| 1 | Angelique Kerber Garbiñe Muguruza                                   | Angelique Kerber Garbiñe Muguruza                                   | 6 2 | 3 6 | 6 3  |  |
| 2 | Alexander Zverev David Ferrer                                       | Alexander Zverev David Ferrer                                       | 6 4 | 4 6 | 7 60 |  |
| 3 | Angelique Kerber / Alexander Zverev Garbiñe Muguruza / David Ferrer | Angelique Kerber / Alexander Zverev Garbiñe Muguruza / David Ferrer | 4 2 | 4 3 |      |  |

#### Frankrijk – Duitsland
| Vlag van Frankrijk | Frankrijk 1 | Perth, Australië woensdag 2 januari 2019, 10:00 hardcourt (i) | Perth, Australië woensdag 2 januari 2019, 10:00 hardcourt (i) | Perth, Australië woensdag 2 januari 2019, 10:00 hardcourt (i) | Duitsland 2 | Vlag van Duitsland |

|   |                                                                  |                                                                  | 1    | 2    | 3   |  |
| - | ---------------------------------------------------------------- | ---------------------------------------------------------------- | ---- | ---- | --- |  |
| 1 | Alizé Cornet Angelique Kerber                                    | Alizé Cornet Angelique Kerber                                    | 7 5  | 2 6  | 4 6 |  |
| 2 | Lucas Pouille Alexander Zverev                                   | Lucas Pouille Alexander Zverev                                   | 3 6  | 7 68 | 2 6 |  |
| 3 | Alizé Cornet / Lucas Pouille Angelique Kerber / Alexander Zverev | Alizé Cornet / Lucas Pouille Angelique Kerber / Alexander Zverev | 4 34 | 4 3  |     |  |

#### Australië – Spanje
| Vlag van Australië | Australië 2 | Perth, Australië woensdag 2 januari 2019, 17:30 hardcourt (i) | Perth, Australië woensdag 2 januari 2019, 17:30 hardcourt (i) | Perth, Australië woensdag 2 januari 2019, 17:30 hardcourt (i) | Spanje 1 | Vlag van Spanje |

|   |                                                                |                                                                | 1    | 2    | 3   |  |
| - | -------------------------------------------------------------- | -------------------------------------------------------------- | ---- | ---- | --- |  |
| 1 | Ashleigh Barty Garbiñe Muguruza                                | Ashleigh Barty Garbiñe Muguruza                                | 6 3  | 6 4  |     |  |
| 2 | Matthew Ebden David Ferrer                                     | Matthew Ebden David Ferrer                                     | 61 7 | 5 7  |     |  |
| 3 | Ashleigh Barty / Matthew Ebden Garbiñe Muguruza / David Ferrer | Ashleigh Barty / Matthew Ebden Garbiñe Muguruza / David Ferrer | 3 4  | 4 30 | 4 3 |  |

#### Spanje – Frankrijk
| Vlag van Spanje | Spanje 2 | Perth, Australië vrijdag 4 januari 2019, 10:00 hardcourt (i) | Perth, Australië vrijdag 4 januari 2019, 10:00 hardcourt (i) | Perth, Australië vrijdag 4 januari 2019, 10:00 hardcourt (i) | Frankrijk 1 | Vlag van Frankrijk |

|   |                                                                                        |                                                                                        | 1   | 2    | 3    |                  |
| - | -------------------------------------------------------------------------------------- | -------------------------------------------------------------------------------------- | --- | ---- | ---- | ---------------- |
| 1 | Garbiñe Muguruza Alizé Cornet                                                          | Garbiñe Muguruza Alizé Cornet                                                          | 6 1 | 6 3  |      |                  |
| 2 | David Ferrer Lucas Pouille                                                             | David Ferrer Lucas Pouille                                                             | 6 4 | 65 7 | 7 62 |                  |
| 3 | Whitney Osuigwe (verving Garbiñe Muguruza) / David Ferrer Alizé Cornet / Lucas Pouille | Whitney Osuigwe (verving Garbiñe Muguruza) / David Ferrer Alizé Cornet / Lucas Pouille | 2 4 | 2 4  |      | telt als 0-4 0-4 |

#### Australië – Duitsland
| Vlag van Australië | Australië 1 | Perth, Australië vrijdag 4 januari 2019, 17:30 hardcourt (i) | Perth, Australië vrijdag 4 januari 2019, 17:30 hardcourt (i) | Perth, Australië vrijdag 4 januari 2019, 17:30 hardcourt (i) | Duitsland 2 | Vlag van Duitsland |

|   |                                                                    |                                                                    | 1   | 2    | 3 |  |
| - | ------------------------------------------------------------------ | ------------------------------------------------------------------ | --- | ---- | - |  |
| 1 | Ashleigh Barty Angelique Kerber                                    | Ashleigh Barty Angelique Kerber                                    | 4 6 | 4 6  |   |  |
| 2 | Matthew Ebden Alexander Zverev                                     | Matthew Ebden Alexander Zverev                                     | 4 6 | 3 6  |   |  |
| 3 | Ashleigh Barty / Matthew Ebden Angelique Kerber / Alexander Zverev | Ashleigh Barty / Matthew Ebden Angelique Kerber / Alexander Zverev | 4 0 | 4 31 |   |  |

### Groep B

#### Klassement
| pos. | land                    | w | v | rubbers | sets  |
| ---- | ----------------------- | - | - | ------- | ----- |
| 1.   | Zwitserland (2)         | 2 | 1 | 6–3     | 14–6  |
| 2.   | Griekenland (4)         | 2 | 1 | 5–4     | 11–12 |
| 3.   | Verenigd Koninkrijk (8) | 2 | 1 | 4–5     | 9–12  |
| 4.   | Verenigde Staten (3)    | 0 | 3 | 3–6     | 9–13  |

#### Verenigd Koninkrijk – Griekenland
| Vlag van Verenigd Koninkrijk | Verenigd Koninkrijk 2 | Perth, Australië zaterdag 29 december 2018, 10:00 hardcourt (i) | Perth, Australië zaterdag 29 december 2018, 10:00 hardcourt (i) | Perth, Australië zaterdag 29 december 2018, 10:00 hardcourt (i) | Griekenland 1 | Vlag van Griekenland |

|   |                                                                   |                                                                   | 1    | 2    | 3    |  |
| - | ----------------------------------------------------------------- | ----------------------------------------------------------------- | ---- | ---- | ---- |  |
| 1 | Katie Boulter Maria Sakkari                                       | Katie Boulter Maria Sakkari                                       | 0 6  | 6 4  | 2 6  |  |
| 2 | Cameron Norrie Stéfanos Tsitsipás                                 | Cameron Norrie Stéfanos Tsitsipás                                 | 7 68 | 6 4  |      |  |
| 3 | Katie Boulter / Cameron Norrie Maria Sakkari / Stéfanos Tsitsipás | Katie Boulter / Cameron Norrie Maria Sakkari / Stéfanos Tsitsipás | 4 30 | 32 4 | 4 34 |  |

#### Verenigd Koninkrijk – Zwitserland
| Vlag van Verenigd Koninkrijk | Verenigd Koninkrijk 0 | Perth, Australië zondag 30 december 2018, 17:30 hardcourt (i) | Perth, Australië zondag 30 december 2018, 17:30 hardcourt (i) | Perth, Australië zondag 30 december 2018, 17:30 hardcourt (i) | Zwitserland 3 | Vlag van Zwitserland |

|   |                                                               |                                                               | 1   | 2    | 3 |  |
| - | ------------------------------------------------------------- | ------------------------------------------------------------- | --- | ---- | - |  |
| 1 | Katie Boulter Belinda Bencic                                  | Katie Boulter Belinda Bencic                                  | 2 6 | 60 7 |   |  |
| 2 | Cameron Norrie Roger Federer                                  | Cameron Norrie Roger Federer                                  | 1 6 | 1 6  |   |  |
| 3 | Katie Boulter / Cameron Norrie Belinda Bencic / Roger Federer | Katie Boulter / Cameron Norrie Belinda Bencic / Roger Federer | 34  | 1 4  |   |  |

#### Verenigde Staten – Griekenland
| Vlag van Verenigde Staten | Verenigde Staten 1 | Perth, Australië maandag 31 december 2018, 10:00 hardcourt (i) | Perth, Australië maandag 31 december 2018, 10:00 hardcourt (i) | Perth, Australië maandag 31 december 2018, 10:00 hardcourt (i) | Griekenland 2 | Vlag van Griekenland |

|   |                                                                     |                                                                     | 1    | 2    | 3   |  |
| - | ------------------------------------------------------------------- | ------------------------------------------------------------------- | ---- | ---- | --- |  |
| 1 | Serena Williams Maria Sakkari                                       | Serena Williams Maria Sakkari                                       | 7 63 | 6 2  |     |  |
| 2 | Frances Tiafoe Stéfanos Tsitsipás                                   | Frances Tiafoe Stéfanos Tsitsipás                                   | 3 6  | 7 63 | 3 6 |  |
| 3 | Serena Williams / Frances Tiafoe Maria Sakkari / Stéfanos Tsitsipás | Serena Williams / Frances Tiafoe Maria Sakkari / Stéfanos Tsitsipás | 1 4  | 4 1  | 2 4 |  |

#### Verenigde Staten – Zwitserland
| Vlag van Verenigde Staten | Verenigde Staten 1 | Perth, Australië dinsdag 1 januari 2019, 17:30 hardcourt (i) | Perth, Australië dinsdag 1 januari 2019, 17:30 hardcourt (i) | Perth, Australië dinsdag 1 januari 2019, 17:30 hardcourt (i) | Zwitserland 2 | Vlag van Zwitserland |

|   |                                                                 |                                                                 | 1   | 2   | 3   |  |
| - | --------------------------------------------------------------- | --------------------------------------------------------------- | --- | --- | --- |  |
| 1 | Serena Williams Belinda Bencic                                  | Serena Williams Belinda Bencic                                  | 4 6 | 6 4 | 6 3 |  |
| 2 | Frances Tiafoe Roger Federer                                    | Frances Tiafoe Roger Federer                                    | 4 6 | 1 6 |     |  |
| 3 | Serena Williams / Frances Tiafoe Belinda Bencic / Roger Federer | Serena Williams / Frances Tiafoe Belinda Bencic / Roger Federer | 2 4 | 3 4 |     |  |

#### Verenigd Koninkrijk – Verenigde Staten
| Vlag van Verenigd Koninkrijk | Verenigd Koninkrijk 2 | Perth, Australië donderdag 3 januari 2019, 10:00 hardcourt (i) | Perth, Australië donderdag 3 januari 2019, 10:00 hardcourt (i) | Perth, Australië donderdag 3 januari 2019, 10:00 hardcourt (i) | Verenigde Staten 1 | Vlag van Verenigde Staten |

|   |                                                                 |                                                                 | 1    | 2    | 3   |  |
| - | --------------------------------------------------------------- | --------------------------------------------------------------- | ---- | ---- | --- |  |
| 1 | Katie Boulter Serena Williams                                   | Katie Boulter Serena Williams                                   | 1 6  | 62 7 |     |  |
| 2 | Cameron Norrie Frances Tiafoe                                   | Cameron Norrie Frances Tiafoe                                   | 7 64 | 6 0  |     |  |
| 3 | Katie Boulter / Cameron Norrie Serena Williams / Frances Tiafoe | Katie Boulter / Cameron Norrie Serena Williams / Frances Tiafoe | 32 4 | 4 34 | 4 1 |  |

#### Griekenland – Zwitserland
| Vlag van Griekenland | Griekenland 2 | Perth, Australië donderdag 3 januari 2019, 17:30 hardcourt (i) | Perth, Australië donderdag 3 januari 2019, 17:30 hardcourt (i) | Perth, Australië donderdag 3 januari 2019, 17:30 hardcourt (i) | Zwitserland 1 | Vlag van Zwitserland |

|   |                                                                   |                                                                   | 1    | 2    | 3   |  |
| - | ----------------------------------------------------------------- | ----------------------------------------------------------------- | ---- | ---- | --- |  |
| 1 | Maria Sakkari Belinda Bencic                                      | Maria Sakkari Belinda Bencic                                      | 6 3  | 6 4  |     |  |
| 2 | Stéfanos Tsitsipás Roger Federer                                  | Stéfanos Tsitsipás Roger Federer                                  | 65 7 | 64 7 |     |  |
| 3 | Maria Sakkari / Stéfanos Tsitsipás Belinda Bencic / Roger Federer | Maria Sakkari / Stéfanos Tsitsipás Belinda Bencic / Roger Federer | 4 34 | 2 4  | 4 3 |  |

## Finale

### Duitsland – Zwitserland
| Vlag van Duitsland | Duitsland 1 | Perth, Australië zaterdag 5 januari 2019, 16:00 hardcourt (i) | Perth, Australië zaterdag 5 januari 2019, 16:00 hardcourt (i) | Perth, Australië zaterdag 5 januari 2019, 16:00 hardcourt (i) | Zwitserland 2 | Vlag van Zwitserland |

|   |                                                                    |                                                                    | 1   | 2   | 3  |  |
| - | ------------------------------------------------------------------ | ------------------------------------------------------------------ | --- | --- | -- |  |
| 1 | Angelique Kerber Belinda Bencic                                    | Angelique Kerber Belinda Bencic                                    | 6 4 | 7 6 |    |  |
| 2 | Alexander Zverev Roger Federer                                     | Alexander Zverev Roger Federer                                     | 4 6 | 2 6 |    |  |
| 3 | Angelique Kerber / Alexander Zverev Belinda Bencic / Roger Federer | Angelique Kerber / Alexander Zverev Belinda Bencic / Roger Federer | 0 4 | 4 1 | 34 |  |

## Uitzendrechten
De Hopman Cup was in Nederland en België exclusief te zien op Eurosport. Eurosport zond de Hopman Cup uit via de lineaire sportkanalen Eurosport 1 en Eurosport 2 en via de online streamingdienst, de Eurosport Player.
1989 · 1990 · 1991 · 1992 · 1993 · 1994 · 1995 · 1996 · 1997 · 1998 · 1999 · 2000 · 2001 · 2002 · 2003 · 2004 · 2005 · 2006 · 2007 · 2008 · 2009 · 2010 · 2011 · 2012 · 2013 · 2014 · 2015 · 2016 · 2017 · 2018 · 2019 · 2020-2022 · 2023